# Guido Westerwelle
Guido Westerwelle (tiếng Đức: [ˈɡiːdo ˈvɛstɐˌvɛlə]; 27 tháng 12 năm 1961 – 18 tháng 3, 2016) là một chính khách người Đức từng là Bộ trưởng Ngoại giao trong nội các thứ hai của Thủ tướng Angela Merkel và là Phó Thủ tướng Đức từ năm 2009 đến năm 2011, là người đồng tính công khai đầu tiên giữ bất kỳ chức vụ nào trong số này. Ông cũng là chủ tịch của Đảng Dân chủ Tự do Đức (FDP) từ tháng 5 năm 2001 cho đến khi ông từ chức vào năm 2011. Là một luật sư chuyên nghiệp, ông là thành viên của Bundestag từ năm 1996 đến năm 2013.

## Đầu đời và giáo dục
Guido Westerwelle sinh ra ở Bad Honnef thuộc bang North Rhine-Westphalia của Đức.  Cha mẹ ông là luật sư. Ông tốt nghiệp trường Ernst Moritz Arndt Gymnasium vào năm 1980 sau những cuộc đấu tranh học tập dẫn đến việc ông rời khỏi các học viện trước đây, nơi ông được coi là một sinh viên trung bình tốt nhất, nhưng không đạt tiêu chuẩn khác. Ông học luật tại Đại học Bonn từ năm 1980 đến năm 1987. Sau kỳ thi Luật tiểu bang lần thứ nhất và thứ hai lần lượt vào năm 1987 và 1991, ông bắt đầu hành nghề luật sư ở Bonn vào năm 1991. Năm 1994, ông lấy bằng tiến sĩ luật tại trường Đại học Hagen.

## Đời tư

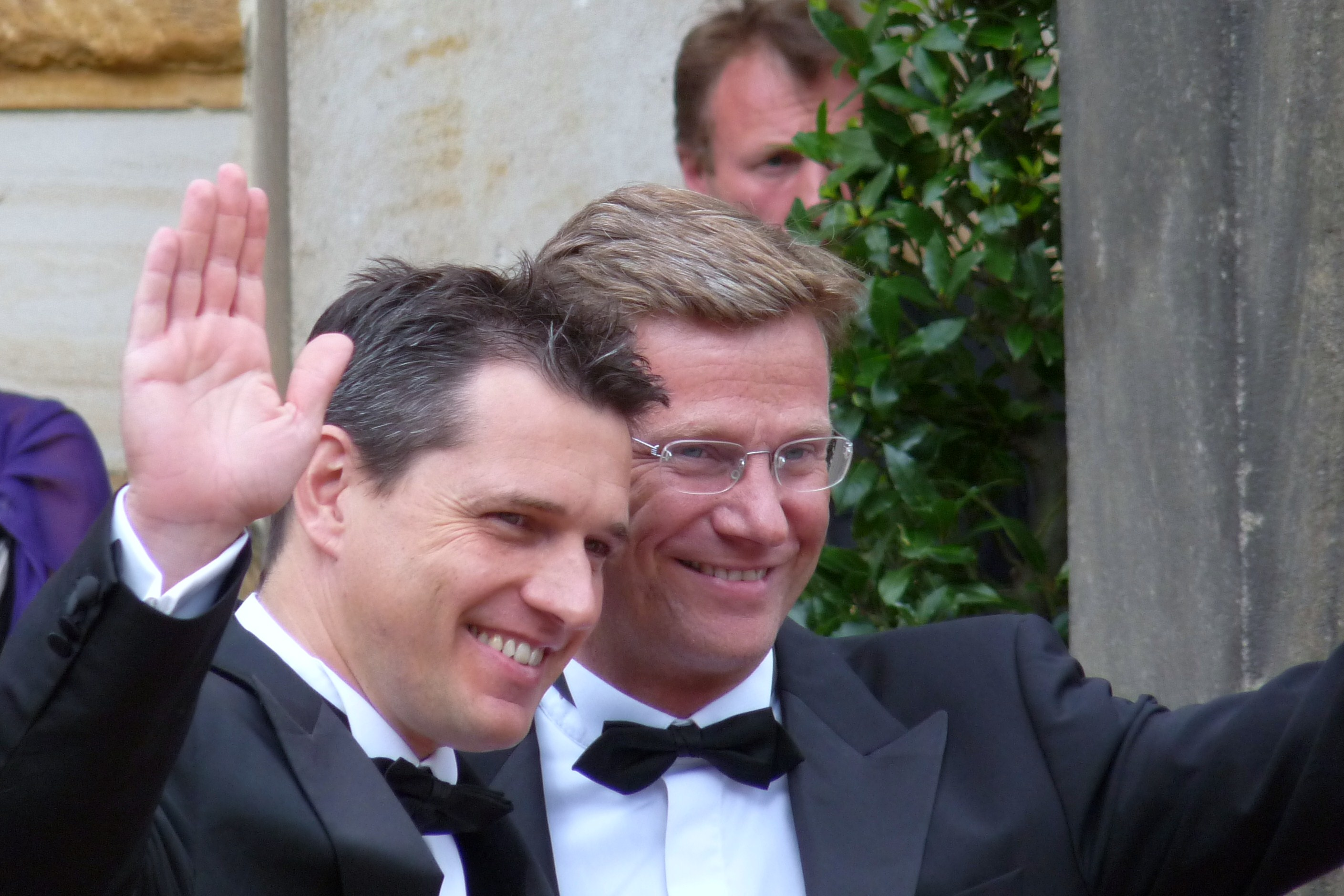
Westerwelle (phải) và bạn đời Michael Mronz năm 2009

Vào ngày 20 tháng 7 năm 2004, Westerwelle tham dự bữa tiệc sinh nhật lần thứ 50 của Angela Merkel cùng với người bạn đời của mình, Michael Mronz. Đây là lần đầu tiên ông tham dự một sự kiện chính thức với bạn đời của mình và đây được coi là công khai của ông. Cặp đôi đăng ký chung sống dân sự của họ vào ngày 17 tháng 9 năm 2010 trong một buổi lễ riêng tư ở Bonn.

## Qua đời
Vào ngày 20 tháng 6 năm 2014, có thông báo rằng Westerwelle đã bị bệnh bạch cầu cấp dòng tủy. Ông đã trải qua hóa trị liệu và cấy ghép tủy xương. Ông xuất hiện lần cuối trước công chúng vào tháng 11 năm 2015, trình bày cuốn sách về cuộc chiến với căn bệnh ung thư máu mang tên Between Two Lives. Westerwelle qua đời vì căn bệnh này ở Cologne vào ngày 18 tháng 3 năm 2016, ở tuổi 54.